# Bananmjöl
Bananmjöl är ett mjöl som traditionellt sett är gjort på gröna bananer. Bananmjöl har historiskt använts i Afrika och Jamaica som ett billigare alternativ till vetemjöl. Det används i dag som ett glutenfritt alternativ till vetemjöl, eller som en källa till resistent stärkelse, som har främjats av vissa dieter som exempelvis paleo samt viss näringsforskning. Bananmjöl har en väldigt mild smak av banan och när det tillagas har den en jordig smak. Dess textur påminner om lättare vetemjöl och kräver ungefär 25 procent mindre volym, vilket gör den till en bra ersättare för vitt helvetemjöl.